# Ukrajinská protiofenzíva na jižní frontě (2022)
Protiofenzíva na jihu Ukrajiny v roce 2022 byla ukrajinská vojenská kampaň v rámci ruské invaze do země započaté 24. února 2022. Protiofenzíva, která začala na konci srpna, měla za cíl znovudobýt území okupované Ruskem v Chersonské a Mykolajivské oblasti. Vojenští analytici považují ze strategického hlediska tuto protiofenzívu za třetí fázi války na Ukrajině, po počáteční invazi a bitvě na Donbasu.
8. září 2022 ukrajinská vláda oznámila protiofenzívu také na severovýchodní Ukrajině, zaměřenou na osvobození území v Charkovské a Doněcké oblasti. Zatímco u Charkova se Ukrajincům podařilo rychle prolomit ruskou obranu a během několika týdnů osvobodit zhruba 12 tisíc km2 území, na jihu naráželi na mnohem silnější odpor ruských sil, které opevnily své pozice a přesunuly do oblasti kvalitní jednotky i z jiných úseků fronty. Po těžkých bojích a systematických ukrajinských úderech na ruskou logistiku se však situace ruské armády na pravém (západním) břehu Dněpru stala neudržitelnou. 9. listopadu vydal ruský ministr obrany Sergej Šojgu rozkaz k ústupu z Chersonu, kam o dva dny později vstupila ukrajinská armáda.
Ukrajinci během protiofenzívy dokázali osvobodit Rusy kontrolované území na pravém břehu Dněpru, čímž dosáhli důležitého vítězství. Na rozdíl od Charkovské protiofenzívy však nedokázali zabránit Rusům v organizovaném ústupu a způsobit jim natolik vážné ztráty, aby bylo možné pokračovat v postupu přes Dněpr, zejména po zničení klíčového Antonivského mostu.

## Pozadí
Po ruské invazi na Ukrajinu se již na přelomu února a března 2023 podařilo Rusům útočícím z Krymu na jihu Ukrajiny výrazně postoupit. Ukrajinští obránci nedokázali útočící vojska zastavit ani na Dněpru. 2. března ztratili Cherson a ustoupili k Mykolajivu. V polovině března však Ukrajinci podnikli lokální protiútoky a vytlačili Rusy od Mykolajivu. Rusové navzdory neúspěšnému postupu na Kryvyj Rih nadále drželi pod kontrolou prakticky celou Chersonskou oblast až po obec Vysokopillja.

## Předehra a přípravné operace
Ačkoliv až do 29. srpna 2022 neproběhla žádná ukrajinská protiofenzíva, ukrajinská vláda ji od konce června do několikrát oznámila.
Od začátku července však ukrajinské ozbrojené síly provedly ve spolupráci se skupinami partyzánského odporu desítky raketových útoků, často typem HIMARS, ve snaze zničit ruské muniční sklady a velitelská stanoviště, a to i za pomoci průzkumných dronů. Například Antonivský most nedaleko Chersonu byl desetkrát zasažen ukrajinským dělostřelectvem středního dosahu. Most ve městě Nova Kachovka, dále na východ, byl také částečně zničen ukrajinským ostřelováním. Všechny tyto akce měly jediný účel: zničit ruskou logistiku a zásobování před ofenzívou.

## Osvobozená území
29. srpna Ukrajina oznámila, že znovu dobyla 4 vesnice severozápadně od Chersonu, 30. srpna oznámila, že obsadila Ternovi Pody, zatímco 1. září získala území kolem Vysokopillji, kterou dobyla 4. září kdy vztyčila ukrajinskou vlajku v městské nemocnici. 6. září ukrajinská armáda oznámila, že kontroluje obec Ljubimyvka.
Dne 11. listopadu 2022 ukrajinské síly vstoupily do Chersonu.